# Bondelum
Bondelum er en landsby og kommune beliggende cirka 18 km nordøst for Husum på midtsletten i Sydslesvig. Administrativt hører kommunen under Nordfrislands kreds i den nordtyske delstat Slesvig-Holsten. Kommunen samarbejder på administrativt plan med andre kommuner i omegnen i Fjolde kommunefællesskab (Amt Viol). I kirkelig henseende ligger byen i Fjolde Sogn. Sognet lå i Nørre Gøs Herred (Slesvig), da området tilhørte Danmark.

## Geografi
Bondelum og omegnen er landbrugspræget. Mod øst ligger Bondelum Mose. Der er flere små vandløb som Pugkærgrav (Puckiergraben), Sollerup Bæk, Tørvekullegrav (af tørv, på tysk Torrekuhlengraben) og Vadstedgrav (Wattstedtgraben). Ejerlavet Pugkær (Puckier) henføres til substantiv puge (oldn. pūki≈trold, nisse, sml. Nis Puk) i betydning ond ånd. I vest danner Arlåen grænsen til nabokommunen Bjerndrup.

## Historie
Byen er første gang nævnt i 1352 som Bondholm. Senere blev -holm til -lum. Forleddet tolkes almindeligvis som substantiv bonde (oldnord. bōndi), men mange a-skrivninger i de ældste kilder taler også for en afledning af glda. band (≈bånd). I Fjoldemålet har substantiv bonde langt u (buund). Stednavnet kan således betyde Bondes Bakke.